# 마이소르주

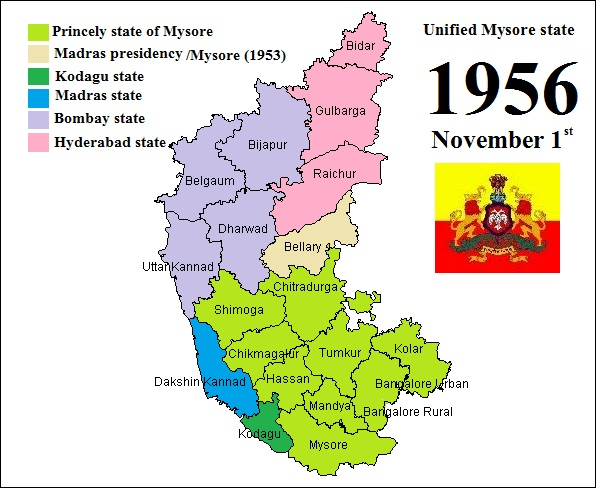

마이소르주는 인도내에 소재한 세개의 대형 인도 번왕국중 하나인 마이소르 왕국이 인도에 통합되면서 함께 설치된 주이다. 1956년에 칸나다어권 지역이 편입되어 주역이 크게 확장되었다. 1973년에 카르나타카 주로 개칭했다.

## 같이 보기
- 봄베이주
- 인도의 정치 통합